# Blood Free
Blood Free (en hangul, 지배종; romanización revisada, Jibaejong; literalmente, «Especie dominante») es una serie de televisión web surcoreana escrita por  Lee Soo-yeon, dirigida por Park Cheol-hwan y protagonizada por Joo Ji-hoon, Han Hyo-joo, Lee Hee-joon, Lee Moo-saeng y Park Ji-yeon. Se emitirá desde el 10 de abril de 2024 por la plataforma de contenidos audiovisuales Disney+ y en Latinoamérica se emitirá en su plataforma Star+.

## Sinopsis
En una era en que la carne natural ha desaparecido de la dieta humana y ha sido sustituida por carne artificial. BF, una empresa de biotecnología que ha puesto fin a millones de años de relaciones de dominación y subordinación en las que los humanos comen animales, domina el mercado de carne cultivada y muestra un rápido crecimiento. Yoon Ja-yoo es la directora ejecutiva de BF. Woo Chae-woon es un oficial retirado convertido en guardaespaldas que se acerca deliberadamente a ella, lo que provoca muertes e incidentes misteriosos.

## Reparto

### Principal
- Ju Ji-hoon como Woo Chae-woon, un oficial que se graduó de la Academia Naval; ahora está retirado y trabaja como guardaespaldas.[5][6]
- Han Hyo-joo como Yoon Ja-yoo, fundadora y directora ejecutiva del Grupo BF, una empresa de carne cultivada.[5][7]
- Lee Hee-joon como Sunwoo Jae, el primer ministro de Corea del Sur, que sueña con hacerse con el control del Grupo BF.[5][8]
- Lee Moo-saeng como On San, fisiólogo, miembro fundador del Grupo BF y director general de tecnología de medios de cultivo.[5][9]
- Park Ji-yeon como Jung Hae-deun, abogada y jefa de planificación del Grupo BF.[5][10]

### Secundario
- Kim Sang-ho como Kim Shin-goo, un bioingeniero que desarrolló la tecnología esencial para la carne cultivada artificialmente.[11]
- Jeon Seok-ho como Seo Hee, experto en tecnología informática del Grupo BF.[12]
- Lee Seo como Hong Sae-ip, una investigadora de BF.[13]

## Producción y promoción
Blood Free está producida por Ace Factory, que dirigió la financiación y la distribución, y por H& Entertainment (la agencia del protagonista Ju Ji-hoon), y supuso una inversión de 24000 millones de wones. Ace Factory estaba negociando en noviembre de 2023 con varias empresas de servicios de vídeo en línea la programación de la serie, aunque fuentes de la productora señalaban que Disney+ era la principal candidata. Estas negociaciones estaban dificultadas por el coste relativamente alto de la producción, más de 2000 millones por episodio.
Blood Free está escrita por Lee Soo-yeon, que firmó también los guiones de Forest of Secrets, Life y Grid. El director es Park Cheol-hwan, que dirigió asimismo esta última serie, Grid, en 2022.
A principios de septiembre de 2022 la compañía productora dio a conocer el reparto de actores. El rodaje comenzó en octubre y concluyó en marzo de 2023. El 4 de marzo de 2024 se publicó un primer cartel de la serie. El 19 siguieron dos nuevos carteles de personajes y un vídeo de presentación de Han Hyo-joo en su personaje. Tres días después Disney presentó un nuevo cartel, en el que aprecen los dos protagonistas Woo Chae-woon y Yoon Yu-yu enfrentados, y junto con él también un vídeo de prueba de realidad virtual, que representa las acciones del guardaespaldas mientras supera las pruebas de reclutamiento para la empresa BF.